# Кордоне
Кордоне (фр. Cordonnet) насеље је и општина у источној Француској у региону Франш-Конте, у департману Горња Саона која припада префектури Везул.
По подацима из 2011. године у општини је живело 126 становника, а густина насељености је износила 12,06 становника/km². Општина се простире на површини од 10,45 km². Налази се на средњој надморској висини од 400 метара (максималној 422 m, а минималној 230 m).

## Демографија
| 1962. | 1968. | 1975. | 1982. | 1990. | 1999. | 2011. |
| ----- | ----- | ----- | ----- | ----- | ----- | ----- |
| 75    | 87    | 77    | 108   | 104   | 112   | 126   |

График промене броја становника у току последњих година